# José Bernardo Sáenz de Santamaría
José Bernardo Sáenz de Santamaría y Angulo (Sorzano 1644 - Santafé de Bogotá1690) fue un hidalgo y  militar español.
Fue caballero de la Orden de Santiago, Capitán de los tercios españoles en Flandes y gobernador de Maracaibo.

## Biografía
Nacido en Sorzano (La Rioja).Hijo de Domingo Sáenz de Santa María y de Francisca de Angulo , nacidos en la Villa de Sorzano , en la provincia de Logroño.
Comenzó su carrera militar en 1667, enlistandose en la Armada del Mar Océano, en el tercio del maestre de campo Bernardo Lizarrazu. Ascendió el 19 de diciembre de 1670 a alférez de Infantería.
Al año siguiente, embarcó hacia Panamá en la flota compuesta por los navíos Santa Catalina, San Jorge y San Carlos, y desembarcó en Portobelo en 1671. Adscrito durante tres años al presidio de Panamá, el 6 de mayo de 1674 pasó a servir en el tercio de la Real Armada de las Indias, regresando posteriormente a España para desembarcar en Sanlúcar de Barrameda en 1674.
En 1675 ascendió a capitán de Infantería y se le encomendó la misión de reclutamiento y embarque de un contingente de soldados con destino a Flandes, en la fragata San José. 
Después de cuatro años de servicio en los tercios de Flandes, el 23 de abril de 1679 fue ascendido nuevamente, a capitán de caballos corazas por Carlos de Gurrea Aragón y Borja. duque de Villahermosa, gobernador y capitán de los Países Bajos. Aumentó también su prestigio social en el orden nobiliario. 
Primero fue asentado, junto con su padre y hermano, en los libros becerros del Solar de Valdeosera por ser, como lo fueron sus antepasados, señores y deviseros de dicho señorío, tomando posesión de dicha villa el 29 de septiembre de 1675. Más adelante, el 12 de mayo de 1681 fue nombrado caballero de la orden de Santiago, practicadas las correspondientes pruebas de nobleza por los cuatro apellidos.
En 1681 embarcó en Cádiz con destino a Maracaibo (Venezuela) tras ser nombrado capitán de Infantería y castellano de la fortaleza Santa Rosa de la Barra de Zaparas sucediendo al Capitán general y goberandor Antonio de Vergara Azcárate, tomando posesión de dicho cargo en 1682. Terminó su vida militar con el cargo de capitán general.
Se casó el 21 de septiembre de 1684 con Catalina Alfonsa Rodríguez-Galeano y Vergara, perteneciente a una de las familias de la aristocracia de Santafé de Bogotá, con la cual tuvo tres hijos.